# Fussball Club Basel 1893 femminile 2015-2016
Questa voce raccoglie le informazioni riguardanti lo Fussballclub Basel 1893 (femminile) nelle competizioni ufficiali della stagione 2015-2016.

## Rosa
Rosa alla fine della stagione 2015-2016.
| N. |                     | Ruolo | Calciatrice        |
| -- | ------------------- | ----- | ------------------ |
| 3  | Svizzera (bandiera) | D     | Chloé Sylvestre    |
| 4  | Svizzera (bandiera) | D     | Stefani Liebhart   |
| 5  | Svizzera (bandiera) | D     | Melanie Huber      |
| 8  | Svizzera (bandiera) | A     | Julia Glaser       |
| 9  | Ungheria (bandiera) | A     | Alexandra Szarvas  |
| 10 | Germania (bandiera) | C     | Nadine Rolser      |
| 11 | Svizzera (bandiera) | D     | Egzona Selimi      |
| 13 | Svizzera (bandiera) | C     | Ramona Ackermann   |
| 17 | Svizzera (bandiera) | C     | Nadine Scheidegger |

| N. |                     | Ruolo | Calciatrice         |
| -- | ------------------- | ----- | ------------------- |
| 18 | Francia (bandiera)  | A     | Lindsey Thomas      |
| 19 | Germania (bandiera) | P     | Amanda Stahl        |
| 20 | Svizzera (bandiera) | D     | Valentina Mühlebach |
| 21 | Svizzera (bandiera) | D     | Danique Stein       |
| 22 | Svizzera (bandiera) | A     | Eseosa Aigbogun     |
| 23 | Svizzera (bandiera) | C     | Nina Schepis        |
| 26 | Svizzera (bandiera) | C     | Vanesa Hoti         |
| 27 | Svizzera (bandiera) | C     | Fabienne Bangerter  |
| 99 | Ungheria (bandiera) | P     | Réka Szőcs          |